# خرامان قاسموا
خرامان قاسموا (ترکی آذربایجانی: Xuraman Qasımova؛ زادهٔ ۶ ژوئن ۱۹۵۱) خواننده اپرا و بازیگر آذربایجانی بود.

## زندگی‌نامه
خرامان قاسموا ۶ ژوئن سال ۱۹۵۱ در شهر باکو، پایتخت آذربایجان شوروی اسبق زاده شد. وی دانش‌آموخته آکادمی موسیقی باکو در سال ۱۹۷۵ بود. از سال ۱۹۷۶، به عنوان تک‌خوان در آکادمی ملی اپرا و تئاتر باله آذربایجان فعالیت داشت. رپرتوار اپرای او شامل نقش‌هایی در آثار مدرن آهنگ‌سازان آذربایجانی همچون فکرت امیروف و عزیر حاجی‌بیگف بود. در زمینه اپرای استاندارد از ایفای نقش‌های «میمی» و «موزتا» در لا بوهم، «دسدمونا» در اتلو، «آیدا» در آیدا، و «تاتیانا» در یوگنی آنگین در کارنامه خود برخوردار بود.

## جوایز
- در سال ۱۹۸۱ برنده جایزه در جایزه بزرگ «ماریا کالاس»، مسابقه بین‌المللی اپرا برگزار شده در آتن شد.[۳]
- در سال ۱۹۸۶ نام افتخار «هنرمند مردمی» آذربایجان شوروی به خرامان قاسموا اعطاء شد.
- در سال ۱۹۸۸ مدال نقره را در رقابت بین‌المللی چایکوفسکی ازآن خود نمود.
- خرامان قاسموا همچنین دارنده «جایزه کومسومول لنین آذربایجان شوروی» و جایزه دولتی جمهوری آذربایجان بود.
- ۳ ژوئن سال ۲۰۱۱ نشان شرف را از دست الهام علی‌اف، رئیس جمهوی آذربایجان دریافت کرد.[۴][۵][۶][۷]